# San Giovanni Teatino
San Giovanni Teatino is een gemeente in de Italiaanse provincie Chieti (regio Abruzzen) en telt 10.527 inwoners (31-12-2004). De oppervlakte bedraagt 18,7 km2, de bevolkingsdichtheid is 558 inwoners per km2.

## Demografie
San Giovanni Teatino telt ongeveer 3717 huishoudens. Het aantal inwoners steeg in de periode 1991-2001 met 18,9% volgens cijfers uit de tienjaarlijkse volkstellingen van ISTAT.
| Jaar | Inwoneraantal |
| ---- | ------------- |
| 1991 | 8449          |
| 2001 | 10.048        |

## Geografie
San Giovanni Teatino grenst aan de volgende gemeenten: Cepagatti (PE), Chieti, Francavilla al Mare, Pescara (PE), Spoltore (PE), Torrevecchia Teatina.